# Planargia

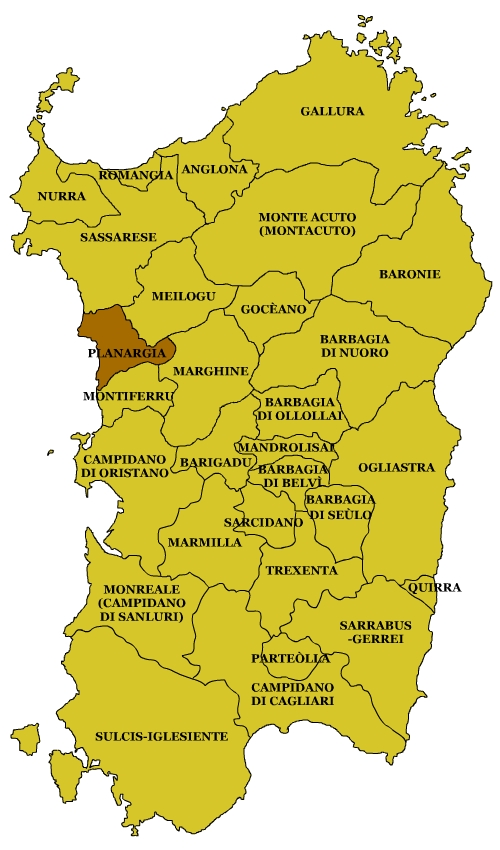
Karte von Sardinien mit der Lage von Planargia

Die Planargia ist eine Hochebene auf der Westseite Sardiniens, die sich zwischen dem Tal des Temo bei dem Ort Bosa im Norden und dem bis zu 1000 m hohen Bergland des ehemaligen Vulkans Monte Ferru im Süden in der Provinz Oristano erstreckt. Landschaftlich wird sie von der Arborea im Süden, der Barbagia im Osten und dem Logudoro im Norden begrenzt. Im Westen grenzt die Planargia ans Meer.
Die hochgelegenen Hauptorte der Planargia sind Cuglieri und Santu Lussurgiu. Daneben sind S´Archittu, San Leonardo de Siete Fuentes und Tresnuraghes zu nennen. Das umgebende Gebiet bietet Wälder, Hügel- und Flusslandschaften, Strände mit feinem Sand oder hohe Klippen. Als Vegetation kommen hauptsächlich Lecci-Wälder vor. Das Massiv des Monte Ferru liegt an der Straße von Cuglieri nach Santu Lussurgiu und besteht aus Basalt und Trachyt. Die höchsten Gipfel sind der Monte Urtigu mit 1.050 m und der Monte Entu mit 1.024 m.
Von archäologischem Interesse sind die Domus de Janas von Serrugiu aus der Jungsteinzeit und die Ruinen der Stadt Cornus, bei Santa Caterina di Pittinuri. Cornus war, wie Tharros, eine punische Stadt, die im Jahre 211 v. Chr. römisch wurde. Im 4. Jahrhundert n. Chr. wurde der Ort in „Columbaris“ umbenannt und war christliches Zentrum mit der ältesten Kirche Sardiniens. Die dreischiffige Basilika mit Apsis und Taufbecken ist als Ruine zu besichtigen. An der Küste liegen auch die Genueser- oder Sarazenentürme (Cappo Nieddu, Torre del Pozzo, Torre di Foghe). Unter den Nuraghen, die am Rand der Planargia liegen, sind die Protonuraghe Seneghe bei Suni und die Großnuraghe Lugherras bei Paulilatino besonders zu beachten, aber nur schwer zu finden.